# Alicja Klimas
Alicja Klimas, z d. Dziuk (ur. w 1964) – polska hokeistka na trawie, medalistka zawodów Przyjaźń-84. Mistrzyni i reprezentantka Polski.

## Życiorys
Jest wychowanką Rolnika Nysa, w którym rozpoczęła treningi w 1978. Występowała też w Plonie Skoroszyce i LKS Leszczyński Krutpol Nysa. Z Rolnikiem została mistrzynią Polski na otwartym stadionie w 1990.
Z reprezentacją Polski seniorek wystąpiła na zawodach Przyjaźń-84, zdobywając srebrny medal, łącznie w I reprezentacji Polski zagrała w 72 spotkaniach.
Hokej na trawie uprawiała także jej siostra, Dorota Wybieralska.